# Włodzimierz Albin
Włodzimierz Albin (ur. 23 lipca 1958) – polski prawnik, wydawca, przedsiębiorca, promotor czytelnictwa w Polsce.

## Kariera zawodowa
Ukończył studia na wydziale Prawa i Administracji Uniwersytetu Warszawskiego. W latach 1981–1986 był doktorantem w Instytucie Państwa i Prawa PAN, współpracował z biurem prasowym Sejmu oraz pracował jako niezależny doradca prawny powstających wówczas prywatnych przedsięwzięć.
W 1989 r. założył wraz ze wspólnikami wydawnictwo prawnicze Dom Wydawniczy ABC. W latach 90. XX w. przekształcił grupę mniejszych wydawnictw w firmę o profilu technologiczno-medialnym.
Od 1999 r. do czerwca 2025 pełnił funkcję Prezesa Zarządu Wolters Kluwer Polska, dostawcy oprogramowania, usług informacyjnych i wydawniczych, którego obroty przekraczają 200 mln zł rocznie. Odpowiada m.in. za kreowanie i rozwój trendów związanych z informacją prawną oraz LegalTech (m.in. produkty marek LEX i Progman oraz serwis informacyjny Prawo.pl). Od 2011 r. był też dyrektorem zarządzającym Wolters Kluwer w Rumunii.
Wykłada na Podyplomowym Studium Polityki Wydawniczej i Księgarstwa Uniwersytetu Warszawskiego.

## Działalność społeczna
Od połowy lat 90. był aktywnie zaangażowany w krajowy ruch wydawniczy, pełniąc społecznie różnorodne funkcje. W okresie 2012–2020 pełnił funkcję prezesa Polskiej Izby Książki, gdzie odgrywał kluczową rolę w rozwoju i promocji branży wydawniczej.
Jest jednym z założycieli i Przewodniczącym Rady Fundacji Powszechnego Czytania. Od 2015 r. jest również członkiem zarządu stowarzyszenia Kreatywna Polska, zrzeszającego reprezentantów biznesu kreatywnego w Polsce.

## Nagrody
W 2019 r. został laureatem Plebiscytu 30-lecia na najważniejsze i najbardziej wpływowe osobowości polskiego Rynku Książki, ogłoszonego przez Bibliotekę Analiz.

## Odznaczenia
- Odznaka Honorowa za Zasługi dla Wymiaru Sprawiedliwości – 2025[13]